# L'Olleria
L'Olleria è un comune spagnolo di 7 197 abitanti situato nella comunità autonoma Valenciana.